# Општина Михаил Когалничану (Јаломица)
Михаил Когалничану (рум. Mihail Kogălniceanu) општина је у Румунији у округу Јаломица.
Oпштина се налази на надморској висини од 14 m.